# Dichaetomyia devia
Dichaetomyia devia este o specie de muște din genul Dichaetomyia, familia Muscidae, descrisă de Mary Katherine Curran în anul 1935. Conform Catalogue of Life specia Dichaetomyia devia nu are subspecii cunoscute.